# Radøy
Radøy ist eine Insel und ehemalige Kommune im norwegischen Fylke Vestland.
Im Zuge der Kommunalreform in Norwegen wurden Radøy, Lindås und Meland zum 1. Januar 2020 zur neuen Gemeinde Alver zusammengelegt. Das administrative Zentrum der Kommune war Manger. Radøy grenzte im Osten an die Kommune Lindås sowie jenseits der Fjorde, die Radøy sonst umgeben, lagen die Kommunen Meland im Süden, Øygarden im Westen und Austrheim im Norden.
Auf einer Fläche von 110 km² lebten 5.091 Einwohner (Stand: 1. Januar 2019). Die Kommunennummer war 1260. Letzter Bürgermeister war Olav Steinar Namtvedt (Sp).
Die Kommune gehörte zur Landschaft Nordhordland.

## Geschichte

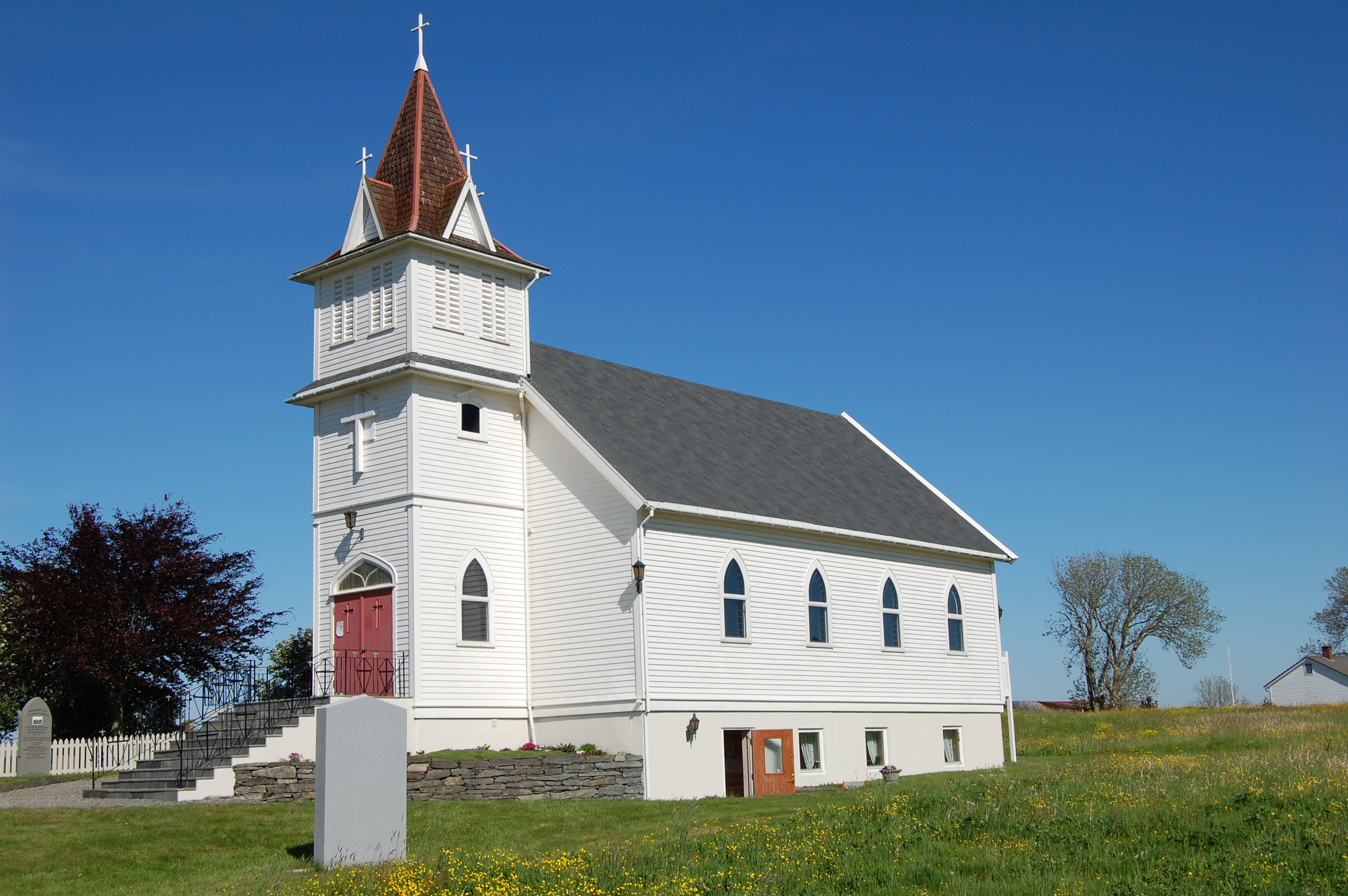
Die lutherische Emigrantkyrkja zu Sletta

1964 wurden die früheren Kommunen Manger, Sæbø und Hordabø zur Kommune Radøy (norw. Radøy kommune) zusammengelegt. Zusätzlich dazu kamen Bognøy von der früheren Herdla herad, Straume krins mit Fesøy von Austrheim herad und Sletta krins von Lindås herad. Titland, das früher zu Sæbø gehörte, wurde an die Kommune Lindås überführt.
Das westnorwegische Auswanderungszentrum (Vestnorsk Utvandringssenter) befindet sich in Sletta auf Radøy.
1997 wurde die von norwegischen Auswanderern 1908–1921 in Brampton (North Dakota) in den USA errichtete lutherische Pfarrkirche abgebaut und originalgetreu in Sletta als Emigrantkyrkja (deutsch: „Emigrantenkirche“) wieder errichtet.

## Kommunenwappen

Wappen von Radøy

Das Motiv symbolisiert sogenannte Keipen bzw. Ruderdollen aus einem archäologischen Bootsfund in Mangersnes – einen der ältesten Funde von Kleinbooten in Norwegen. Das Wappen wurde von Even Jarl Skoglund entworfen und mit der königlichen Resolution vom 14. Juni 1991 angenommen.